# Zorzines wernerthomasi
Zorzines wernerthomasi är en fjärilsart som beskrevs av Inoue 1993. Zorzines wernerthomasi ingår i släktet Zorzines och familjen nattflyn. Inga underarter finns listade i Catalogue of Life.